# Aleksandr Archangielski (konstruktor lotniczy)
Aleksandr Aleksandrowicz Archangielski, ros. Алекса́ндр Алекса́ндрович Арха́нгельский (ur. 17 grudnia?/29 grudnia 1892 w Kazaniu, zm. 18 grudnia 1978 w Moskwie) – radziecki doktor nauk technicznych, konstruktor samolotów bombowych i pasażerskich.

## Życiorys
Aleksandr Archangielski urodził się 29 grudnia 1892 (17 grudnia według kalendarza juliańskiego) w Kazaniu.
W 1918 ukończył Moskiewską Wyższą Szkołę Techniczną. Podczas studiów pracował w laboratorium aerodynamicznym pod kierunkiem naukowym Nikołaja Żukowskiego. Po ukończeniu studiów rozpoczął pracę w Centralnym Aerohydrodynamicznym Instytucie („CAGI”) w Moskwie.
Zaprojektował i skonstruował wspólnie z Igorem Jakowlewiczem Stieczkinem kilka modeli aerosani „Arbes”. Po utworzeniu Doświadczalnego Biura Konstrukcyjnego (OKB) przez Andrieja Tupolewa brał udział w opracowywaniu wszystkich wczesnych projektów z serii „ANT”.
W 1932 został mianowany kierownikiem brygady samolotów wysokich prędkości w Doświadczalnym Biurze Konstrukcyjnym, a w 1936 – starszym projektantem w niezależnym biurze projektowania instalacji lotniczych pod numerem 22 w Fili, gdzie prowadził prace nad uruchomieniem seryjnej produkcji bombowców ANT-40, jak również wersji transportowej PS-40 zaprojektowanej dla Rosyjskich Linii Lotniczych. Brał również udział (jako kierownik zespołu) w projektowaniu bombowca Ar-2.
Po ataku Niemiec na ZSRR biura projektowe zostały ewakuowane do Omska. W 1943 roku Aleksandr Archangielski wraz z całym personelem Doświadczalnego Biura Konstrukcyjnego Tupolewa powrócił do Moskwy. Znalazł zatrudnienie w fabryce samolotów numer 156, gdzie zajmował się modernizacją Tu-2.
Pod koniec 1945, kiedy celem określonym przez Józefa Stalina było zaprojektowanie bombowca strategicznego Tu-4, Aleksandr Archangielski został prawą ręką Andrieja Tupolewa. Latem 1947 partia pilotażowa tych samolotów brała udział w paradzie lotniczej w Moskwie.
Zmarł 18 grudnia 1978 w Moskwie.

## Odznaczenia
- Złoty Medal „Sierp i Młot” Bohatera Pracy Socjalistycznej
- Order Lenina – sześciokrotnie
- Order Rewolucji Październikowej
- Order Czerwonego Sztandaru Pracy – czterokrotnie
- Order Czerwonej Gwiazdy – dwukrotnie
- Nagroda Leninowska
- Nagroda Stalinowska – trzykrotnie
- I inne